# سالیو گویندو
سالیو گویندو (انگلیسی: Saliou Guindo؛ زادهٔ ۱۲ سپتامبر ۱۹۹۶) بازیکن فوتبال است.
از باشگاه‌هایی که در آن بازی کرده است می‌توان به باشگاه فوتبال آسک میموساس اشاره کرد.
وی همچنین در تیم‌های ملی فوتبال زیر ۲۰ سال مالی و مالی بازی کرده است.